# Leuculopsis colorata
Leuculopsis colorata là một loài bướm đêm trong họ Geometridae.